# Зигмунд, Карл (математик)
Карл Зигмунд (нем. Karl Sigmund; род. 26 июля 1945 г.) — профессор математики Венского университета и один из пионеров эволюционной теории игр.

## Биография и карьера
Зигмунд учился во Французском лицее в Вене. В 1963—1968 года он учился в Институте математики Венского университета и получил степень доктора философии под руководством Леопольда Шметтерера. Последующие несколько лет он провел в Манчестере (1968—1969), Институте высших научных исследований в Бюрес-сюр-Иветт под Парижем (1969—1970), Еврейском университете в Иерусалиме (1970—1971), Венском университете (1971—1972) и Австрийской академии наук (1972—1973). В 1972 году получил хабилитацию. В 1973 году Зигмунд был назначен C3-профессором Гёттингенского университета, а в 1974 году стал профессором Института математики в Вене. Его главный научный интерес в эти годы был связан с эргодической теорией и динамическими системами. С 1977 года Зигмунд все больше интересовался различными областями биоматематики и сотрудничал с Питером Шустером и Йозефом Хофбауэром в области математической экологии, химической кинетики и популяционной генетики, но особенно в новой области эволюционной динамики игр и уравнений репликатора. Вместе с Мартином Новаком, Кристофом Хауэртом и Ханнелорой Брандт он работал над игровыми динамическими подходами к вопросам, связанным с эволюцией сотрудничества в биологических и человеческих популяциях. С 1984 года Зигмунд также работал научным сотрудником в Международном институте прикладного системного анализа (IIASA) в Лаксенбурге, Нижняя Австрия.

## Признание и почести
Зигмунд был главой Института математики Венского университета с 1983 по 1985 год, главным редактором научного журнала Monatshefte für Mathematik с 1991 по 2001 год, вице-президентом (с 1995 по 1997 год) и президентом (с 1997 по 2001 год) Австрийского Математического общества, член-корреспондент (1996 г.) и действительный член (1999 г.) Австрийской академии наук, член Леопольдина (2003 г.). Он также прочитал много пленарных лекций, например, на Международном конгрессе математиков в 1998 году. В 2003 году он был удостоен звания лектора Гаусса.
В 2010 году он получил степень почетного доктора (Doctor Philosophiae Honoris Causa) Хельсинкского университета. В 2012 году он получил премию Айзекса.
В последнее десятилетие Зигмунд все больше интересовался историей математики и, в частности, Венского кружка. Из-за своего близкого знакомства с Венским кружком Зигмунд был приглашен в Технологический институт Иллинойса, чтобы выступить на первом мероприятии «Вспоминая Менгера» 9 апреля 2007 года.

## Публикации
Публикации Зигмунда включают 133 научных статьи, в том числе 18 в Naturе, 11 отредактированных томов, 25 эссе и 5 книг в соавторстве.
Книги:
- Эргодическая теория компактных пространств с Манфредом Денкером и Кристианом Грилленбергером, Springer, 1976[4].
- Игры жизни: исследования в области экологии, эволюции и поведения, Oxford University Press, 1993. ISBN 0-19-854665-3[5].
- Курт Гёдель: Das Album — Альбом с Джоном В. Доусоном-младшим и Куртом Мюльбергером, Vieweg + Teubner Verlag, 2006. ISBN 978-3-8348-0173-9[6].
- Исчисление эгоизма , Princeton University Press, 2010. ISBN 9780691142753[7][8], переиздание pbk, 2016 г.
- Игры жизни: исследования в области экологии, эволюции и поведения, Dover Publications, 2012 г., обновлено в 2017 г.
- Точное мышление в сумасшедшие времена: Венский кружок и эпические поиски основ науки, Basic Books, 2017. С предисловием Дугласа Хофштадтера, который также помог с переводом. ISBN 978-1-5416-9782-9